# Jakub Novák (cyclisme, 1990)
Pour les articles homonymes, voir Jakub Novák.
Jakub Novák, né le 30 décembre 1990 à Pardubice, est un coureur cycliste tchèque.

## Palmarès
- 2007
  - 3e du championnat de République tchèque du contre-la-montre juniors
- 2008
  -  Champion de République tchèque du contre-la-montre juniors
- 2009
  - Gran Premio Bolzano (contre-la-montre)
  - 2e du championnat de République tchèque du contre-la-montre espoirs
- 2010
  -  Champion de République tchèque du contre-la-montre espoirs
  - Gran Premio Montevarchi
  - Gran Premio Valdaso
  - Mémorial Luigi Bocca
- 2011
  -  Champion de République tchèque sur route espoirs
  - Gran Premio Valdaso
  - 6e étape du Girobio
  - 5e du championnat d'Europe du contre-la-montre espoirs
- 2012
  -  Champion de République tchèque du contre-la-montre espoirs
  - Coppa Comune di Piubega
  - 4e étape de la Carpathia Couriers Path[2]
  - 3e du Trophée de la ville de San Vendemiano
  - 9e du championnat d'Europe du contre-la-montre espoirs
- 2013
  - Shimano Road Race

## Classements mondiaux
| Année            | 2011 | 2012 | 2013 | 2014 |
| ---------------- | ---- | ---- | ---- | ---- |
| UCI America Tour |      |      |      | 290e |
| UCI Europe Tour  | 569e | 222e | 541e | nc   |